# Frances Erskine Inglis
Frances Erskine Inglis poi conosciuta come marchesa di Calderón de la Barca, nota anche con lo pseudonimo di Madame Calderón de la Barca (Edimburgo, 1804 – Madrid, 1882), è stata una scrittrice e traduttrice inglese nata da una famiglia della nobiltà scozzese, è nota per i racconti libri di viaggi del XIX secolo, ma soprattutto per il suo libro del 1843, Vita in Messico.

## Biografia
Suo padre, William Inglis, era un avvocato, e sua madre Jane faceva parte della famiglia Stein, che era conosciuta in politica e che avviò la procedura della distillazione dell'alcol a livello industriale.  Dopo che suo padre morì, Frances si stabilì con sua madre a Boston, quindi a Staten Island e poi a Baltimora.
Il 24 settembre 1838 si sposò con Ángel Calderón de la Barca e si trasferì a Madrid con lui dopo le sue nozze; quindi si recò in Messico col marito, nominato ambasciatore spagnolo.
Durante il suo soggiorno in Messico tra il 1843 e il 1846, scrisse molte lettere che usò poi per redigere  Life in Mexico, che parlava della vita quotidiana, della cultura e della politica messicana di quel periodo e delle relazioni diplomatiche  tra il Messico e gli Stati Uniti. Il libro venne pubblicato contemporaneamente a Boston e a Londra nel 1843. Il libro, che era a firma "Madame Calderón de la Barca" con la prefazione di  William H. Prescott, è stato pubblicato nel corso del tempo in più di cento diverse edizioni.
Dopo che dal Messico si trasferì negli Stati Uniti si convertì al cattolicesimo e morto suo marito si rinchiuse in un convento, dal quale uscì per dedicarsi al servizio della famiglia reale spagnola. Nel 1876, il monarca Alfonso XIII le concesse il titolo di Marchesa Calderón de la Barca.

## Opere
- Gertrude: A Tale of the Sixteenth Century, H. Colburn & R. Bentley, 1830.
- The Italian Drama, Charles Bowen, Boston, 1834
- Life in Mexico : During a Residence of Two Years in That Country, Chapman & Hall., London, 1843; Charles Little and James Brown, Boston, 1843
- La Vida en Mexico
- Vita in Messico, Mondadori, 1965
- The Attaché in Madrid: Or, Sketches of the Court of Isabella II, D. Appleton and Company, 1856